# Doulaincourt-Saucourt
Doulaincourt-Saucourt – miejscowość i gmina we Francji, w regionie Grand Est, w departamencie Górna Marna.
Według danych na rok 1990 gminę zamieszkiwało 1135 osób, a gęstość zaludnienia wynosiła 26 osób/km².